# Rubén Amón
Rubén Juan Amón Delgado (Madrid, 21 de mayo de 1969) es un periodista español.

## Biografía
Es hijo del historiador y periodista Santiago Amón y ha colaborado con diferentes medios generalistas españoles —Cambio 16, Jot Down, El Confidencial— y extranjeros (Libération, Corriere della Sera o Reforma, de México). Se incorporó al diario El Mundo desde su fundación y desempeñó las corresponsalías de Roma y París, además de haber sido enviado de guerra a los Balcanes. Ha trabajado de columnista y reportero en el diario El País. El 4 de septiembre de 2019 anunció su salida de este diario. También colabora habitualmente en el espacio de televisión Espejo público, de Antena 3.
Desde 2015 colabora en el espacio radiofónico de Onda Cero Más de uno, junto a Carlos Alsina.
Desde octubre de 2019 es columnista de El Confidencial. En la actualidad también dirige y presenta en Onda Cero el espacio semanal de La Cultureta.
En 2021 ficha por El hormiguero 3.0 en su 16.ª temporada.

## Publicaciones
Ha publicado varios libros de diferentes temáticas:
- Dejadme solo (Temas de Hoy, 1995), biografía de Jesulín de Ubrique
- El triunvirato. Carreras, Domingo y Pavarotti: cuando la ópera llena estadios (Temas de Hoy, 1996)
- Los secretos del Prado (Temas de Hoy, 1997), investigación
- Pasa un torero: Curro Vázquez desde dentro (Espasa, 2005)
- Sarkozy vu d'ailleurs (Michalon, 2008)
- No puede ser y además es imposible (Styria, 2010), anecdotario taurino
- Un coloso en el teatro del mundo (Planeta, 2012), biografía de Plácido Domingo
- Una pasión, una gran minoría (La Esfera de los Libros, 2014), ensayo sobre el Atlético de Madrid
- El tigre mordió a Cristo (Léeme, 2015), bestiario
- Sangre, poesía y pasión (Alianza, 2018), ensayo sobre el bicentenario del Teatro Real
- El fin de la fiesta (Debate, 2021), ensayo sobre tauromaquia
- Tenemos que hablar. La conversación en los tiempos de la censura, la soledad y la tecnología (Espasa, 2024), ensayo sociológico

Sus trabajos en los medios especializados pueden leerse tanto en revistas de música clásica (Scherzo), pensamiento (Claves) o tauromaquia (Minotauro).

## Premios
- Francisco Cerecedo de Periodismo, concedido en 2018 por la Asociación de Periodistas Europeos por “la versatilidad y la capacidad para entretener sin perder el rigor que manifiesta en sus piezas”